# 公教青年报国团
公教青年报国团，是比利时籍神父雷震远在1946年于北平市创建的一个天主教反共军事组织，到1956年被中国共产党政府全部镇压而消亡。

## 歷史
1946年7月，黎培里指示并资助比籍雷震远神父（Raymondde Jaeghei）在北平组织建立了”公教青年报国团”（又称民众自卫团、民众建国协进会）武装组织，援助国民党的反共战争，由雷震远担任团总指挥，姚光远与任佩泽为副主任，刁化仁为秘书长。最初设立山东和察哈尔两个分团，后增设河北、绥远、山西分团，各分团设主任、指导司铎和书记等职务，分团以下设工作队。有石家庄、保定、涿县、天津、泊头、通县、芦台、束鹿、宣化、唐山以及山西太原11个情报站。河北分团最初有北平、天津、保定、石家庄、唐山、涿县六个工作队。察哈尔分团于1946年末由王若鹏负责，另名察哈尔省民众建国协进会，成员分布于境内各县。1947年5月后河北分团由刁化仁担任主任，毕卓云为秘书长，增加落垡、泊头两个工作队。1948年6月，报国团受“剿匪总部政工处”指挥，将民众自卫团改名为青年救民戡乱先锋队，河北和察哈尔分团改编为第一、第二两个大队，各分团所属工作队改编为中队，第一大队由刁化仁担任大队长，下设北平、落垡、天津、唐山、保定、涿县、石家庄、藁城八个中队。北京教区王章神父担任落垡中队长，组织了宝坻、武清境内教友百余人，成立还乡团剿匪。

在石家庄由骆毅宾负责组建了武装组织石家庄公教队，后由国民党第三军改编。1947年7月，正定教区陈启明主教、杨鸿志神父、陈道生神父与石門的荷兰籍罗贯之神父等策划，由杨鸿志和教友赵子云将500名教友组织武装起来建立还乡团，于7月中旬守卫正定县城有45天，并在近郊的三邱村、大林济、朱河村等地逮捕处决300多名共产党员。1948年初教友任国顺将共军在平山县西柏坡设立中央革命根据地的消息报告给吴雅阁神父，吴随后到北平联系刁化仁，商议行刺毛泽东与朱德等人的计划，并派特使赵德祥教友赴藁城桥寨与赵雅各、冯连相、宋本笃联络安排。1948年8月10日，雷震远与刁化仁将吴雅各此前的报告及毛泽东已于5月27日抵达西柏坡的情报，通知国民党华北剿总与军统，随后又根据部分情报对平山县郭苏镇一带展开轰炸，9月13日再次对石门和灵寿等地进行轰炸，但毛泽东最终还是逃脱。1948年冬，共军陆续控制了华北各地，公教青年报国团转入地下。

1948年冬，河北境内大部沦陷，境内报国团成员退守北平，由刁化仁指挥继续抵抗。于当年12月25日召开会议，将团改组为地下工作队，下设1个联络处，4个大队，17个区队，52个分队，总指挥部在北平，刁化仁为总队长，陶嘉信为副总队长，王涣世为指导司铎，屈国华为联络站站长，北平东堂的宋维礼神父担任联络站指导司铎，各大队亦设队长和指导司铎，后分散于燕地各处在地下隐秘活动。到1949年北平沦陷前，刁化仁流亡香港，继续指挥燕地的地下工作队，王章神父化名汪国安留在北平，被捕时曾被搜出枪支弹药。

1950年10月16日，石家庄多位公教青年报国团成员被中共逮捕，吴雅阁神父造处决。1951年7月，北京、天津、唐山、昌平、南口等地报国团成员陆续遭到逮捕。到1956年，在北京、石家庄、保定、天津、唐山等地秘密活动的公教青年报国团各主要成员均已被中共逮捕。